# Orthocomotis aglaia
Orthocomotis aglaia är en fjärilsart, funnen i Brasilien, som beskrevs av Clarke 1955. Orthocomotis aglaia ingår i släktet Orthocomotis, och familjen vecklare. Inga underarter finns listade i Catalogue of Life.